# 福永公美
福永 公美（ふくなが こうび、明治5年〈1872年〉 - 昭和9年〈1934年〉8月23日）とは、明治時代から昭和時代にかけての日本画家。

## 来歴
豊原国周のちに尾形月耕の門人。本名は福永通次郎。周嘉（ちかよし / しゅうか）、耕雪、後に耕美、公美と号す。牛込神楽町（俗称柿の木横丁）に炭屋を営む父と兄の松崎某とともに住んでいた。幼時に狩野派を学び、後に南宗派の中村芳谷より絵の師事を受ける。明治20年代の半ばには日本銀行に勤める傍ら、役者絵で知られた浮世絵師の豊原国周に師事し周嘉と号した。その後、月耕を慕って門下となり、明治27年（1894年）の日本青年絵画協会・第3回絵画共進会に出品した「盆踊」が三等褒状、翌明治28年（1895年）の日本青年絵画協会・第4回絵画共進会に出品した「端午佳節図」も同様に三等褒状を受賞する。
明治34年（1901年）、鏑木清方や山中古洞、須藤宗方らとともに浮世絵の伝統を生かした新しい風俗画をめざし烏合会を結成、その展覧会に意欲的に参加し計18回作品を出品している。明治34年秋に開催の第11回日本絵画協会・第6回日本美術院連合絵画共進会に出品した作品「演劇」が一等褒状を、翌明治35年（1902年）春の同会において「楽園」が二等褒状、明治37年（1904年）のセントルイス万国博覧会にて一等銀牌を受けたほか、内国勧業博覧会でも極賞、褒賞を受ける。また第8回、第11回、第12回の文展において入選したほか、明治43年（1910年）、大正2年（1913年）の美術研精会展覧会にも作品を出品した。芝居好きで、生涯独身であったと伝わる。

## 作品
- 「水汲み」　絹本着色　堀川浩之コレクション　※「耕美」銘
- 「江戸美人図」　紙本着色　堀川浩之コレクション
- 「神農図」　絹本着色　堀川浩之コレクション
- 「美人図」　紙本着色　堀川浩之コレクション
- 「林和靖之図」　絹本着色　堀川浩之コレクション